# جایزه نبیولا برای بهترین رمان نیمه کوتاه
جایزه نبیولا برای بهترین رمان نیمه کوتاه (به انگلیسی: Nebula Award for Best Novella) از سال ۱۹۶۶ هر ساله توسط نویسندگان داستان‌های علمی تخیلی و خیال‌پردازی آمریکا به رمان‌های نیمه کوتاه (بین ۱۷٬۵۰۰ تا ۴۰٬۰۰۰ کلمه) علمی تخیلی و خیال‌پردازی که به زبان انگلیسی در ایالات متحده آمریکا منتشر شوند، اهدا می‌شود. آثاری که به زبان انگلیسی در سایر نقاط جهان منتشر می‌شوند نیز واجد شرایط هستند، به شرط آنکه در وب سایت یا نسخه الکترونیکی منتشر شوند.
نامزدها و برندگان جایزه نبیولا توسط اعضای نویسندگان داستان‌های علمی تخیلی و خیال‌پردازی آمریکا انتخاب می‌شوند، البته نویسندگان نامزدها نیازی به عضویت ندارند. آثار هر ساله توسط اعضا در بازه زمانی حدود ۱۵ دسامبر تا ۳۱ ژانویه معرفی می‌شوند و از بین آنها شش اثر به مرحله رای‌گیری نهایی راه پیدا می‌کنند. اعضا یک ماه برای رای دادن فرصت دارند و نتایج نهایی در ماه مه ارائه می‌شود. در طول ۵۵ سال برگزاری جایزه نبیولا (از سال ۱۹۶۶ تا ۲۰۲۰)، آثار ۱۸۱ نویسنده کاندید دریافت این جایزه شده‌اند که ۵۲ نفر از آنان توانستند این جایزه را دریافت کنند؛ از بین تمام نویسندگان نانسی کرس بیشترین جایزه را کسب کرده‌است. پنجاه و پنجمین دوره جایزه نبیولا در سال ۲۰۲۰ به علت بحران شیوع ویروس کرونا در جهان، به صورت مجازی برگزار شد.

## فهرست برندگان
در جدول زیر، سالها با تاریخ مراسم اهدا جایزه مطابقت دارند، نه با تاریخ انتشار رمان.
| سال  | نویسنده              | نام اثر                                                            | منبع   |
| ---- | -------------------- | ------------------------------------------------------------------ | ------ |
| ۱۹۶۶ | برایان آلدیس         | مزرعه نفرین شده (به انگلیسی: The Saliva Tree)                      | [ ۵ ]  |
| ۱۹۶۶ | راجر زلازنی          | او که شکل می‌دهد (به انگلیسی: He Who Shapes)                        | [ ۵ ]  |
| ۱۹۶۷ | جک ونس               | آخرین قلعه (به انگلیسی: The Last Castle)                           | [ ۶ ]  |
| ۱۹۶۸ | مایکل مورکوک         | اینک انسان (به انگلیسی: Behold the Man)                            | [ ۷ ]  |
| ۱۹۶۹ | آن مک‌کافری           | اژدها سوار (به انگلیسی: Dragonrider)                               | [ ۸ ]  |
| ۱۹۷۰ | هارلن الیسون         | یک پسر و سگ (به انگلیسی: او A Boy and His Dog)                     | [ ۹ ]  |
| ۱۹۷۱ | فریتس لیبر           | من در لانخمار ملاقات کردم (به انگلیسی: Ill Met in Lankhmar)        | [ ۱۰ ] |
| ۱۹۷۲ | کاترین مک لین        | مرد گمشده (به انگلیسی: The Missing Man)                            | [ ۱۱ ] |
| ۱۹۷۳ | آرتور سی. کلارک      | ملاقاتی با مدوسا (به انگلیسی: A Meeting with Medusa)               | [ ۱۲ ] |
| ۱۹۷۴ | جین وولف             | مرگ جزیره دکتر (به انگلیسی: The Death of Doctor Island)            | [ ۱۳ ] |
| ۱۹۷۵ | رابرت سیلوربرگ       | با مردگان متولد شد (به انگلیسی: Born with the Dead)                | [ ۱۴ ] |
| ۱۹۷۶ | راجر زلازنی          | خانه آیا جلاد است (به انگلیسی: Home Is the Hangman)                | [ ۱۵ ] |
| ۱۹۷۷ | جیمز تیپتری جونیور   | هوستون، آیا می‌خوانید؟ (به انگلیسی: Houston, Houston, Do You Read?) | [ ۱۶ ] |
| ۱۹۷۸ | اسپایدر رابینسون     | رقص ستاره (به انگلیسی: Stardance)                                  | [ ۱۷ ] |
| ۱۹۷۸ | ژان رابینسون         | رقص ستاره (به انگلیسی: Stardance)                                  | [ ۱۷ ] |
| ۱۹۷۹ | جان وارلی            | پایداری چشم‌انداز (به انگلیسی: The Persistence of Vision)           | [ ۱۸ ] |
| ۱۹۸۰ | باری لانگ یار        | معدن دشمن (به انگلیسی: Enemy Mine)                                 | [ ۱۹ ] |
| ۱۹۸۱ | سوزی مک کی چارناس    | پرده‌های نگارین اسب تک شاخ (به انگلیسی: Unicorn Tapestry)           | [ ۲۰ ] |
| ۱۹۸۲ | پول اندرسون          | بازی زحل (به انگلیسی: The Saturn Game)                             | [ ۲۱ ] |
| ۱۹۸۳ | جان کسل              | یتیم دیگری (به انگلیسی: Another Orphan)                            | [ ۲۲ ] |
| ۱۹۸۴ | گرگ بیر              | سرسختی (به انگلیسی: Hardfought)                                    | [ ۲۲ ] |
| ۱۹۸۵ | جان وارلی            | اینتر را فشار دهید (به انگلیسی: Press Enter)                       | [ ۲۳ ] |
| ۱۹۸۶ | رابرت سیلوربرگ       | قایقرانی به بیزانس (به انگلیسی: Sailing to Byzantium)              | [ ۲۴ ] |
| ۱۹۸۷ | لوسیوس شپارد         | آر و آر (به انگلیسی: R&R)                                          | [ ۲۵ ] |
| ۱۹۸۸ | کیم استانلی رابینسون | هندسه کور (به انگلیسی: The Blind Geometer)                         | [ ۲۶ ] |
| ۱۹۸۹ | کانی ویلیس           | آخرین Winnebagos (به انگلیسی: The Blind Geometer)                  | [ ۲۷ ] |
| ۱۹۹۰ | لوئیس مک‌مستر بوژولد  | کوه‌های سوگواری (به انگلیسی: The Mountains of Mourning)             | [ ۲۸ ] |